# Ян Ван ден Берг (футболіст)
Йоганнес Якобус Ван ден Берг (нід. Johannes Jacobus van den Berg; Гарлем, 22 серпня 1879 — Зандворт, 21 грудня 1951) — нідерландський футболіст.

## Клубна кар'єра
Ян ван ден Берг народився в Харлемі в 1879 році, його батько володів конюшнями, готелями та кафе.
Ван ден Берг грав за «Гарлем» з 1895 року. Дебютував 24 листопада 1895 року проти «Квік Амерсфорт». Єдиний гол «Гарлема» в цьому матчі забив Ван ден Берг. В 1902 році став переможцем Кубка Нідерландів. У фіналі «Гарлем» переміг клбу ГБС (Гаага) з рахунком 2:1, а Ван ден Берг забив один з голів.
У 1900 році в бельгійському Брюсселі був проведений перший розіграш Кубка Ван дер Стратен Понтоз, який можна вважати одним з предків Кубка європейських чемпіонів. Участь у турнірі брали 7 клубів з 4 країн — Бельгії, Нідерландів, Швейцарії і Франції, в тому числі, чемпіони трьох перших країн. Ван ден Берг був одним з запрошених гравців до складу клубу РАП (Амстердам). РАП у чвертьфіналі переміг бельгійський «Расінг» з рахунком 2:1, у півфіналі швейцарський «Грассгоппер» з рахунком 3:2, а у фіналі земляків з клубу ГВВ (Гаага) — 2:1. Вклад Ван ден Берга в цей успіх дуже суттєвий, адже він забив по голу в кожному з матчів.
Через хронічну травму коліна з 1904 року почав все частіше пропускати матчі, але залишався вірним клубу. В сезоні 1911-12 деякий час був основним воротарем команди, коли Жуль Ут поїхав до Сінгапуру. Того року команда вдруге виграла Кубок Нідерландів, але Ван ден Берг у фіналі не грав. Загалом забив за «Гарлем» 130 голів

## Кар'єра в збірній
У 1898 році став першим гравцем «Гарлема», який грав у тоді ще неофіційній збірній Нідерландів. У 1899 році забив єдиний гол нідерландців у матчі з Англією, що закінчився поразкою з рахунком 1:6. Ще один гол забив 3 січня 1904 року, коли його команда програла 4:6 Бельгії. Загалом Ян провів п'ять матчів і забив 2 голи за неофіційну збірну Нідерландів.
Офіційні матчі збірної Нідерландів почали проводитись в 1905 році, але Ван ден Берг в таких матчах не грав, бо через травму не був у найкращій формі. Тим не менше, Ян потрапив у заявку збірної на літні Олімпійські ігри 1908 року, але не отримав бронзової медалі, оскільки не грав.

## Інша діяльність
Ван ден Берг був членом правління KNVB між 1904 і 1909 роками. Займався й іншими видами спорту, був хорошим ковзанярем на 500 і 1500 метрів, чемпіоном Гарлема з боулінгу, а також займав призові місця в кінному спорті. Окрім того, в клубі «Гарлем» він не тільки грав у футбол, а також був спринтером у легкоатлетичному відділенні клубу та капітаном команди з крикету.
Ван ден Берг був головою правління «Гарлема» з 1906 по 1920 рік. З 1920 по січень 1947 року Ван ден Берг був директором Суспільного нілерландського спортивного парку, менеджером Олімпійського стадіону (Амстердам) і його попередника, стадіону «Гаррі Елте».
Ван ден Берг залишився членом клубу «Гарлем» до кінця свого життя, був одним з тих, хто допоміг команді вижити у важкі часи, та дочекався перемоги в чемпіонаті країни 1946 року.

## Титули і досягнення
- Бронзовий призер Олімпійських ігор (1):

Нідерланди: 1908 (як запасний)
- Володар Кубка Нідерландів (2):

«Гарлем»: 1901, 1912
- Володар Кубка Ван дер Стратен Понтоз (1):

РАП (Амстердам): 1900